# Ḥīrām
Ḥīrām, meist Hiram, war nach biblischer Überlieferung ein phönizischer Bronzegießer bzw. Metalltechniker im 10. Jahrhundert v. Chr.
Ḥīrām soll der Sohn eines Bronzeschmiedes aus Tyros sowie einer Witwe aus dem Stamm der Naftali gewesen sein. Er soll von herausragender Begabung in seinem Arbeitsbereich gewesen sein und in der Lage, alle nur denkbaren Bronzearbeiten auszuführen. Nach biblischer Überlieferung standen sich während der Regierungszeit König Salomos Israel und Tyros unter dem König Ḥīrām I. nahe. Ḥīrām unterstützte auf verschiedene Weise Salomo beim Ausbau des Reiches Israel. Dazu gehörte auch die Unterstützung mit Handwerkern aus Tyros. Zu diesen gehörte der Bronzegießer Ḥīrām, der aufgrund des gleichen Namens wie sein König manchmal mit diesem verwechselt beziehungsweise zu einer Person verschmolzen wird.
Nach 1 Kön 7,13  und 7,23–45  sowie 2 Chr 3,15–17  und 4,1–17  wurde Ḥīrām von Salomo mit der Schaffung mehrerer Großbronzen für den Jerusalemer Tempel beauftragt. Am bekanntesten sind die Säulen Jachin und Boas, die entweder den Eingang flankierten oder frei im Raum in der Vorhalle standen. Ḥīrām schuf dafür nicht nur die gut neun Meter hohen Säulen mit einem Durchmesser von zwei Metern und darauf gesetzte 4,5 Meter hohe Lotuskapitelle mit Blattkranz, sondern auch die an Ketten befestigten, aus jeweils 50 Granatäpfeln bestehenden Girlanden. Zudem war er der Schöpfer des Ehernen Meeres. Dieses 39.000 Liter Wasser fassende Bronzebecken hatte einen Durchmesser von fünf Meter und eine Höhe von 2,5 Meter. Es stand auf vier Statuengruppen, die aus je drei Stieren bestanden. Des Weiteren wurden von ihm zehn 3,5 Meter hohe Kesselwagen gefertigt, deren Kessel 780 Liter Wasser fassen konnten. Sie waren mit geometrischen und floralen Motiven ebenso wie mit figürlichen Cherubim-, Rinder- und Löwenmotiven verziert. Darüber hinaus schuf er weiterhin Kochkessel, Feuerschalen sowie Sprengschalen. Verglichen mit Tempelgeräten aus Metall, die Archäologen in Nachbarkulturen fanden, waren die in der Bibel beschriebenen Metallgeräte sehr groß. Seine Werke soll Ḥīrām in einer Gießerei zwischen Sukkot und Zarethan am Jordan geschaffen haben. Von dort wurden sie nach Jerusalem gebracht.
Die Historizität Ḥīrāms ist mindestens umstritten, wenn er nicht grundsätzlich als fiktive Figur anzusehen ist. Reste des ersten Tempels und seiner Ausstattung sind nicht erhalten. Eine Forschergruppe um Israel Finkelstein und Neil Asher Silberman hält die biblische Darstellung der Zeit Davids und Salomos für ein Werk der Literatur, das mit den archäologischen Funden des 10. Jahrhunderts nicht in Einklang zu bringen sei.
Bei den Freimaurern wird Ḥīrām zum Architekten des Tempels, Hiram Abif, stilisiert.